# Marie-Laure Susini
 (février 2017).
Si vous disposez d'ouvrages ou d'articles de référence ou si vous connaissez des sites web de qualité traitant du thème abordé ici, merci de compléter l'article en donnant les références utiles à sa vérifiabilité et en les liant à la section « Notes et références ».
Marie-Laure Susini, née le 9 mai 1950, est une médecin et écrivaine française.

## Biographie
Marie-Laure Susini commence sa carrière en faisant des remplacements de médecin généraliste, puis elle devient psychiatre des hôpitaux.
Elle dirigea pendant sept ans une structure pilote : l'hôpital de nuit, secteur hygiène mentale de Bourg-la-Reine et Antony.
De 1985 à 1992, Marie-laure Susini est également chargée de cours à l'Université Paris XII dans le cadre d'un enseignement aux étudiants en CES de psychiatrie.
De 1983 à 1992, elle enseigne à l'Université Paris VII dans le cadre d'un enseignement de clinique psychanalytique.
Marie-Laure Susini devient praticien hospitalier dans l’Unité pour malades difficiles (UMD) Henri Colin à l’hôpital psychiatrique de Villejuif . Ce service de sûreté, entièrement fermé et réservé aux malades criminels et dangereux fera l'objet de nombreux travaux d'étude et d'analyse et d'un livre, L’Auteur du crime pervers.
Cet ouvrage qui se fonde sur ses années passées à l'hôpital dans le service hospitalier pour malades dangereux à écouter et analyser des tueurs en série. Elle eut des patients qui eurent leur moment de célébrité et furent nommés par les médias : "ennemi public numéro 1", "tueur fou", "terroriste", "japonais cannibale". L'ouvrage est le produit d'un travail de recherche sur ces patients anonymes sur lequel l'auteur s'appuie pour analyser des tueurs en série célèbres : Landru, Jacques l'Eventreur et Gilles de Rais, dont l'étude se base sur les minutes de son procès. Sade qui est présenté comme un criminel, fait l'objet d'une étude particulière basée sur des documents trouvés par Jean-Jacques Pauvert ,. Marie-Laure Susini s'applique à analyser la contrainte inconsciente de l'acte criminel et sa logique de répétition. Elle développe la théorie selon laquelle les tueurs en série sont des auteurs en quête de notoriété, la mise en scène de leurs crimes visant à être dévoilées.
Au cours de sa pratique hospitalière, elle a également soigné une autre catégorie de malades dangereux, les incorruptibles passionnés. Cette expérience donnera lieu à une série d'articles et de conférences. Elle mène de 1997 à 2007 des travaux de recherche sur l'idéal d'incorruptibilité qui est l'objet de son essai Éloge de la corruption.
Pour cet ouvrage, Marie-Laure Susini s'appuie  sur ses propres analyses et travaux menés auprès de cette catégorie de patients, et sur l'analyse de grandes figures historiques : Marat, Robespierre, Mirabeau, Thomas More auteur de l'Utopie, et de Paul de Tarse (saint Paul). Pour construire cet essai d'histoire politique, elle entreprend d'étudier le mot à mot des discours de Robespierre à la Convention et développe sa construction historique de la Révolution française autour de l'idéal de régénération, mot qu'elle traite comme signifiant messianique.  
Pour saint Paul, Marie-Laure Susini effectue un travail de traduction du grec ancien des épitres (Romains, Corinthiens I et II, Ephésiens, Philippiens, Galates) et de comparaison avec différentes traductions. Elle considère la forme orale des missives qu'il dictait pour ses disciples, qu'elle traite comme une énonciation, et en analyse les signifiants. Elle découvre que saint Paul est l'inventeur du mot incorruptibilité. Son l'analyse des signifiants grecs de saint Paul, et la reconstruction qu'elle fait de sa biographie éclairent la fondation de la doctrine chrétienne. De ces recherches, Marie-Laure Susini livre une analyse d'une logique du totalitarisme, qui à partir d'un idéal de régénération et de salut collectif désigne des corrompus à éliminer par tous les moyens. En 2007, elle décide de l'introduire par une biographie de George Orwell, l'auteur de 1984.
En 1991 elle quitte définitivement ses fonctions à l’hôpital, et se consacre, depuis à la pratique de la psychanalyse dans son cabinet parisien. À partir de cette expérience très différente de celle de l'hôpital, elle mène des recherches depuis 2010 sur l'évolution des jeunes femmes contemporaines. En 2016, elle rassemble ses réflexions dans un essai, La Mutante.
En parallèle de son activité de psychanalyste, elle se consacre également à la recherche en sciences humaines et à l'écriture.
Membre de l’École de La Cause Freudienne de 1981 à 1991, puis de l’École de Psychanalyse Sigmund Freud de 1993 à 2010. Analyste praticien à Espace Analytique depuis 2015.
Elle est membre de l’Association Française de Criminologie.

## Ouvrages
- 2004, L’Auteur du crime pervers, Éditions Fayard
- 2006, Sade ou le réel du fantasme, L’Instance du réel, livre collectif, Éditions Erès
- 2008, Éloge de la corruption, Éditions Fayard
- 2014, La Mutante, Éditions Albin Michel
- 2016, La Mutante, Le Livre de poche